# Сакс, Сэмюэл
Сэмюэл Сакс (англ. Samuel Sachs, 28 июля 1851 года — 2 марта 1935 года) — американский банкир еврейского происхождения, сооснователь финансовой группы Goldman Sachs.

## Биография
Родился в Мэриленде в семье еврейских переселенцев из Баварии. Отец, Джозеф Сакс, был сыном мастера-седельщика, зарабатывал репетиторством. Женившись на одной из своих учениц, дочери зажиточного ювелира Байера, сбежал в Америку. В семье выросло пятеро детей. После смерти родителей Сэмюэлу Саксу пришлось работать с 15 лет.
Его старший брат Джулиус женился на одной из дочерей Маркуса Голдмана. Договорной брак оказался удачным, и Голдманы решили выдать свою младшую дочь Луизу за еще одного представителя семьи Саксов — Сэмюэла.
В 1882 году Маркус Голдман предложил зятю партнерство в своей фирме. Сэмюэл Сакс принял предложение тестя, продал свой магазин одежды, занял у Голдмана $15000 на партнерский взнос и стал работать в фирме, которая изменила название на M. Goldman & Sachs.
После смерти Маркуса Голдмана в 1904 году Сакс возглавлял компанию вплоть до начала Великой депрессии. Активно использовал выпуск акций для пополнения фондов группы.